# Ondřej Pivec
Ondřej Pivec (* 4. března 1984 Brno) je česko-americký hudebník, skladatel a producent hrající na klávesové nástroje a Hammondovy varhany.
Od ledna 2009 žije v New Yorku, od března 2019 je také občanem USA. Z původně jazzového varhaníka hrajícího téměř výlučně na nestandardní nástroj - Hammondovy varhany - se postupně propracoval na americkou scénu RnB, soulu, popu a gospelu. Vedle „hammondek“ hraje také na rozličné klávesové nástroje, zpívá, je skladatelem a producentem. Na české scéně je znám především svojí jazzovou formací Ondřej Pivec Organic Quartet. V USA vystupuje nejčastěji s kapelou Kennedy Administration a celosvětově pak s americkým zpěvákem Gregory Porterem. S ním také získal v roce 2017 Grammy. Ve světovém měřítku spolupracuje s mnoha interprety: Wu-Tang Clan, Andra Day, Gregoire Maret, Joel Frahm, Jake Langley, Yvonne Sanchez, Russel Carter, Paul Bollenback, Karel Růžička mladší, Bill Campbell, Nabuko, Billy Cobham a další.
CD The Green Card Album natočil v New Yorku s americkými hudebníky ve studiu Kena Wallace. Album vyšlo pod jazzovým labelem Animal Music. Koncem listopadu a začátkem prosince roku 2016 natočil se svojí českou kapelou Organic Quartetem Terms and Conditions Apply, které vyšlo v roce 2017 také pod Animal Music.

## Kapela Organic Quartet
Ondřejova kapela Organic Quartet vznikla v roce 2005 ještě v ČR, a sešli se v ní jedni z nejkvalitnějších hudebníků, které česká hudební scéna tehdy nabízela: na tenorsaxofon hraje Jakub Doležal, na elektrickou kytaru Libor Šmoldas, a na bicí Tomáš Hobzek. Společně absolvovali obrovské množství koncertů jak na domácí, tak na zahraniční scéně. Jmenujme například koncerty v německém Berlíně, Drážďanech či Lipsku, dále pak ve finském Jyväskyllä, britském Cheltenhamu, šňůry po Rumunsku, Turecku, Moldávii či Bulharsku, festivaly ve Španělsku či Řecku - mezi jinými. Hudba Organic Quartetu respektuje klasický jazz, který je však prokládán moderními prvky, charakteristickými vysokou invencí, improvizací a především zvukem hammondových varhan, na které Ondřej hraje. V kapele chybí basista – avšak jen zdánlivě. Ondřej totiž hraje i za něj – basové linky hraje levou rukou a také nohama na pedály.
Kapela vydala dvě vlastní desky, ta první, Don't Get Ideas, byla oceněna soškou Anděla.
Poslední evidovaný koncert kapely Organic Quartet se uskutečnil v České republice v dubnu 2016 (8. a 9. dubna v pražském Jazz Docku, 10. dubna pak v rámci brněnského Jazz Festu).

## Ondřej Pivec a Gregory Porter
V roce 2016 absolvoval Pivec turné po anglických ostrovech s americkým zpěvákem Gregory Porterem. Společně vystoupili také v londýnské Royal Albert Hall a také na světoznámém festivalu Glastonbury. Pivec rovněž účinkuje ve filmu Don't Forget Your Music, který dokumentuje život Gregoryho Portera. Pivec se stal nedílnou součástí kapely světoznámého amerického zpěváka Gregoryho Portera. Hraje v ní na Hammondovy varhany.

## New York
Od ledna 2009 žije Ondřej Pivec v New Yorku. Tam prošel sérií soukromých lekcí u různých jazzových, soulových i gospelových varhaníků (např. Sam Yahel, Cory Henry, Joey DeFrancesco a další). Jako jednomu z mála „bílých Evropanů“ se mu podařilo proniknout na gospelovou scénu, byl hudebním ředitelem, producentem několika kostelů v Harlemu a doposud hraje na nedělních mších v černošských kostelech. Každou středu je možné jej slyšet na koncertech kapely RNB a soulové Kennedy Administration v klubu The Groove, 125 MacDougal Street, NY. V roce 2019 získal americké občanství.

## BigBand Bucinatores Orchestra
Organic Quartet často vystupoval v Ondřejově speciálním projektu ve spojení s dechovým bigbandem Bucinatores. V létě roku 2009 společně natočili DVD v pražském divadle Disk, na podzim pak tento ansámbl vystoupil v rámci série Spotlight renomovaného festivalu Struny Podzimu. Zatím poslední vystoupení Ondřeje Pivce, Organic Quartetu a Bucinatores bigbandu proběhlo 19. ledna 2010 v pražském klubu Jazz Dock. Celý bigband čítá dohromady i s dirigentem Janem Jiruchou mladším celkem 18 prvotřídních hudebníků.

## Diskografie

### Leader
- 2006 – Don't get Ideas (Cube-metier, UK) - získalo hlavní cenu Akademie Populární hudby - zlatou sošku Anděla za rok 2006 v kategorii Jazz & Blues
- 2007 – Never Enough (Animal Music)
- 2008 – Overseason (Animal Music)
- 2011 – LIVE! (živá nahrávka z koncertu v Divadle Disk), vydáno pouze digitálně
- 2012 – Ondřej Pivec N.Y. Trio feat. Paul Bollenback (Multisonic edice „Jazz na Hradě“)
- 2014 – The Green Card Album (Animal Music)
- 2017 – Terms and Conditions Apply (Animal Music)

### Sideman
- 2002 – 2 Faces (Roman Pokorný)
- 2006 – Acoustic Session (Private Earthquake)
- 2006 – Find Rust With Hand Held Lens (Mercurial C. Jones)
- 2007 – Sky Travellin' (Navigators)
- 2007 – On The Playground (Libor Šmoldas Trio)
- 2008 – Podobojí (Jan Zubrickij)
- 2008 – Mellow Yellow (Žlutý pes)
- 2008 – My garden (Yvonne Sanchez)
- 2010 – It´s About Time (Najponk, Gregory Hutchinson)
- 2013 – CPR Electrio
- 2015 – North & South (Shareef Clayton)
- 2015 – Southern Comfort (Matthew Hartnett)
- 2016 – Music Is Art (Steph Jonson)
- 2016 – Take Me to the Alley (Gregory Porter)
- 2016 – Kennedy Administration EP (Kennedy Administration)

## Ocenění
- 2005 – „Kapela Roku“, soutěž Philips International Jazz Festival
- 2005 – „Sólista roku“, soutěž Philips International Jazz Festival
- 2006 – Anděl v kategorii Jazz a Blues – nejlepší deska roku
- 2008 – „Nejlepší sólista, ocenění publika“, Mezinárodní jazzová soutěž ve španělském Getxu
- 2008 – „Nejlepší kapela, ocenění publika“, Mezinárodní jazzová soutěž ve španělském Getxu
- 2010 – Anděl v kategorii Jazz a Blues – nejlepší deska roku
- 2017 – Grammy Best Jazz Vocal Album (Gregory Porter – Take Me To The Alley)